# Liejusuo-Kaakkurisuo
Liejusuo-Kaakkurisuo este o arie protejată (arie specială de conservare — SAC, sit de importanță comunitară — SCI) din Finlanda întinsă pe o suprafață de 608 ha, integral pe uscat.

## Localizare
Centrul sitului Liejusuo-Kaakkurisuo este situat la coordonatele 65°44′45″N 26°28′28″E / 65.7458°N 26.4744°E.

## Înființare
Situl Liejusuo-Kaakkurisuo a fost declarat sit de importanță comunitară în august 1998 pentru a proteja un număr necunoscut de specii din flora spontană și fauna sălbatică aflate în arealul zonei. Situl a fost protejat și ca arie specială de conservare în aprilie 2015.

## Biodiversitate
Situată în ecoregiunea boreală, aria protejată conține 5 habitate naturale: Lacuri și iazuri distrofice naturale, Izvoare fino-scandinave și mlaștini produse de izvoare bogate în minerale, Turbării Aapa, Taiga vestică, Mlaștini împădurite.
La baza desemnării sitului se află un număr nedeclarat de specii protejate.